# Amerikaanse auto in 1960
Dit artikel geeft een overzicht van alle Amerikaanse en Australische personenwagens uit 1960. De auto's staan alfabetisch gerangschikt per merk.

## Noord-Amerika
| Cadillac |                  | concern:                  | General Motors Verenigde Staten |
| Cadillac | divisie:         |                           |                                 |
| Cadillac | merk:            | Cadillac Verenigde Staten |                                 |
| Cadillac | model:           | Series 6200 coupé         |                                 |
| Cadillac | einde productie: | 1960                      |                                 |
| Cadillac | productieaantal: | 19.900                    |                                 |

| Cadillac |                  | concern:                  | General Motors Verenigde Staten |
| Cadillac | divisie:         |                           |                                 |
| Cadillac | merk:            | Cadillac Verenigde Staten |                                 |
| Cadillac | model:           | Deville sedan / coupé     |                                 |
| Cadillac | einde productie: | 1960                      |                                 |
| Cadillac | productieaantal: | 9220 / 21.580             |                                 |

| Cadillac |                  | concern:                  | General Motors Verenigde Staten |
| Cadillac | divisie:         |                           |                                 |
| Cadillac | merk:            | Cadillac Verenigde Staten |                                 |
| Cadillac | model:           | Seville                   |                                 |
| Cadillac | einde productie: | 1960                      |                                 |
| Cadillac | productieaantal: | 1075                      |                                 |

| Cadillac |                  | concern:                    | General Motors Verenigde Staten |
| Cadillac | divisie:         |                             |                                 |
| Cadillac | merk:            | Cadillac Verenigde Staten   |                                 |
| Cadillac | model:           | Eldorado Biarritz cabriolet |                                 |
| Cadillac | einde productie: | 1960                        |                                 |
| Cadillac | productieaantal: | 1285                        |                                 |

| Cadillac |                  | concern:                  | General Motors Verenigde Staten |
| Cadillac | divisie:         |                           |                                 |
| Cadillac | merk:            | Cadillac Verenigde Staten |                                 |
| Cadillac | model:           | Sixty Special             |                                 |
| Cadillac | einde productie: | 1960                      |                                 |
| Cadillac | productieaantal: | 11.800                    |                                 |

| Checker |                  | concern:                 | onafhankelijk |
| Checker | divisie:         |                          |               |
| Checker | merk:            | Checker Verenigde Staten |               |
| Checker | model:           | Town Custom              |               |
| Checker | einde productie: | 1966                     |               |
| Checker | productieaantal: | ?                        |               |

| Checker |                  | concern:                 | onafhankelijk |
| Checker | divisie:         |                          |               |
| Checker | merk:            | Checker Verenigde Staten |               |
| Checker | model:           | Marathon                 |               |
| Checker | einde productie: | 1982                     |               |
| Checker | productieaantal: | meer dan 500.000         |               |

| Chevrolet |                  | concern:                   | General Motors Verenigde Staten |
| Chevrolet | divisie:         |                            |                                 |
| Chevrolet | merk:            | Chevrolet Verenigde Staten |                                 |
| Chevrolet | model:           | Suburban                   |                                 |
| Chevrolet | einde productie: | 1966                       |                                 |
| Chevrolet | productieaantal: | ?                          |                                 |

| Chrysler |                  | concern:                  | onafhankelijk |
| Chrysler | divisie:         |                           |               |
| Chrysler | merk:            | Chrysler Verenigde Staten |               |
| Chrysler | model:           | New Yorker                |               |
| Chrysler | einde productie: | 1962                      |               |
| Chrysler | productieaantal: | ?                         |               |

| Chrysler |                  | concern:                  | onafhankelijk |
| Chrysler | divisie:         |                           |               |
| Chrysler | merk:            | Chrysler Verenigde Staten |               |
| Chrysler | model:           | C 300                     |               |
| Chrysler | einde productie: | 1960                      |               |
| Chrysler | productieaantal: | ?                         |               |

| Ford |                  | concern:              | onafhankelijk |
| Ford | divisie:         |                       |               |
| Ford | merk:            | Ford Verenigde Staten |               |
| Ford | model:           | Thunderbird           |               |
| Ford | einde productie: | 1963                  |               |
| Ford | productieaantal: | ?                     |               |

| Imperial |                  | concern:                  | onafhankelijk |
| Imperial | divisie:         |                           |               |
| Imperial | merk:            | Imperial Verenigde Staten |               |
| Imperial | model:           | PY1                       |               |
| Imperial | einde productie: | 1960                      |               |
| Imperial | productieaantal: | 7786                      |               |

| Mercury |                  | concern:                 | Ford Motor Company Verenigde Staten |
| Mercury | divisie:         |                          |                                     |
| Mercury | merk:            | Mercury Verenigde Staten |                                     |
| Mercury | model:           | Comet                    |                                     |
| Mercury | einde productie: | 1964                     |                                     |
| Mercury | productieaantal: | ?                        |                                     |

| Plymouth |                  | concern:                  | Chrysler Corporation Verenigde Staten |
| Plymouth | divisie:         |                           |                                       |
| Plymouth | merk:            | Plymouth Verenigde Staten |                                       |
| Plymouth | model:           | Suburban                  |                                       |
| Plymouth | einde productie: | 1961                      |                                       |
| Plymouth | productieaantal: | ?                         |                                       |

| Plymouth |                  | concern:                  | Chrysler Corporation Verenigde Staten |
| Plymouth | divisie:         |                           |                                       |
| Plymouth | merk:            | Plymouth Verenigde Staten |                                       |
| Plymouth | model:           | Valiant                   |                                       |
| Plymouth | einde productie: | 1962                      |                                       |
| Plymouth | productieaantal: | ?                         |                                       |

| Willys-Overland |                  | concern:                         | onafhankelijk |
| Willys-Overland | divisie:         |                                  |               |
| Willys-Overland | merk:            | Willys-Overland Verenigde Staten |               |
| Willys-Overland | model:           | Aero-Willys                      |               |
| Willys-Overland | einde productie: | 1962                             |               |
| Willys-Overland | productieaantal: | ?                                |               |

## Australië
| Ford |                  | concern:                                                                                                | Ford Motor Company Verenigde Staten |
| Ford | divisie:         | Ford Australia Australië                                                                                |                                     |
| Ford | merk:            | Ford Verenigde Staten                                                                                   |                                     |
| Ford | model:           | Falcon sedan / stationwagen (1e generatie; XK / XL / XM / XP-serie; gebaseerd op de Amerikaanse Falcon) |                                     |
| Ford | einde productie: | augustus 1966                                                                                           |                                     |
| Ford | productieaantal: | 260.770 (inclusief de pick-up en bestelwagen die in 1961 verschenen)                                    |                                     |

| Holden |                  | concern: | General Motors Verenigde Staten |
| Holden | divisie:         | |                                 |
| Holden | merk:            | Holden Australië |                                 |
| Holden | model:           | Standard (Station) Sedan / Special (Station) Sedan / Utility / Panel Van (3e generatie; FB / EK-serie; de Station Sedan is de stationwagenvariant) |                                 |
| Holden | einde productie: | 1962 |                                 |
| Holden | productieaantal: | 324.961 |                                 |